# 布勒 (堪薩斯州)
布勒（英語：Buhler）是一個位於美國堪薩斯州里諾縣的城市。

## 地方資料
根據2020年美國人口普查的數據，布勒的面積為1.85平方千米，當中陸地面積為1.85平方千米，而水域面積為0.00平方千米。當地共有人口1325人，而人口密度為每平方千米716.22人。